# 塞拉塔
塞拉塔（義大利語：Serrata），是意大利雷焦卡拉布里亚省的一个市镇。总面积21平方公里，人口920人，人口密度43.8人/平方公里（2009年）。ISTAT代码为080087。